# أحمد عارف الزين
أحمد عارف الزين (1884م ـ 1960م) هو كاتب وصحفي لبناني من أهل الجنوب اللبناني العاملي. بدأ حياته الصحفية بـ«ثمرات الفنون» لليازجي و«الاتحاد العثماني» و«حديقة الأخبار»، ثم أصدر «مجلة العرفان» فجريدة أسبوعية باسم «جبل عامل». ونشط بالقضايا الوطنية خلال الحكم العثماني في لبنان فاعتقل وسجن وعطلت صحائفه. وسيق إلى الديوان العرفي في عالية بلبنان الذي حكم بإعدام العديد من الوطنيين فيه. أطلق سراحه بعد انتهاء الحرب العالمية الأولى عام 1918م، فتابع إصدار «مجلة العرفان» حتى وافته المنية في مشهد بإيران في عام 1960م.

## حياته
هو أحمد عارف بن علي بن موسى بن يوسف الانصاري الخزرجي العاملي الصيداوي. ينتسب إلى اسرة آل الزين المعروفة في منطقة جبل عامل اللبنانية. والده الحاج علي موسى الزين، الذي اشتهر بعلمه وأدبه وكان ذا مكانة بارزة في مجتمعه وقد جاهد في سبيل القضية العربية وكان ذا نزعة إصلاحية، لاسيما مطالبته بإصلاح التعليم ونشره وإصلاح أحوال الزراعة والإدارة ومكافحة الفساد الإداري، وعُدّ الشيخ علي موسى الزين من شعراء جبل عامل. أما والدته فتسمى شاه زنان ابنة الحاج حسن عسيران وتنتسب إلى إحدى الأسر الصيداوية المعروفة في جبل عامل.
ولد أحمد عارف الزين في بلدة شحور في جبل عامل من جنوبي لبنان وتوفي في إيران. تلقى معارفه الأولى في كتاتيب قريته ثم انتقل مع عائلته ليعيش في مدينة صيدا ليدرس في مدرسة الرشيدية الرسمية، ثم التحق بمدرسة النبطية الابتدائية، ثم انتقل إلى المدرسة الحميدية الدينية. وقد تعلم اللغتين التركية والفارسية إلى جانب الإنجليزية والفرنسية. عمل في مجال الصحافة فراسل وكتب في العديد من المجلات والصحف المصرية والبيروتية. كان مراسلاً معتمدًا لصحيفة «حديقة الأخبار» في مدينة صيدا. وفي عام 1909 أصدر مجلة «العرفان» في بيروت، ونقلها إلى صيدا عام 1912. وكان قد أصدر جريدة «جبل عامل» عام 1911.
عمل تاجرًا لبيع الأقمشة غير أنه مني بخسارة فادحة، كما عمل في مجال الزراعة مشرفًا على مزرعة زوجته، وفي عام 1910 أسس مطبعة العرفان.
شارك في عدد من الجمعيات السرية مثل جمعية العهد وجمعية الإصلاح وجمعية الشبيبة العربية، وكان مندوبا لـجمعية الثورة العربية في نواحي مدينة صيدا، ورأس لجنة الدفاع عن فلسطين. حكم عليه بالسجن عدة مرات في عهد السلطة العثمانية، وفي عام 1925 اعتقل بتهمة مناصرة الثورة السورية، كما تم اعتقاله عدة مرات بسبب مناهضته للانتداب الفرنسي.

## أعماله

### كتبه
1. تاريخ صيدا: وهو كتاب مرتب على أربعة أقسام يبدأ قسمه الأول بذكر تأريخ صيدا القديم قبل ولادة السيد المسيح والقسم الثاني يتناول تأريخها الوسيط إلى زمن النبي محمد والقسم الثالث يتحدث عن تأريخها الحديث إلى سنة 1844م، والقسم الرابع يمتد إلى زمن تأليف الكتاب سنة 1913م، وبلغ عدد صفحات تاريخ صيدا (176) صفحة، وطبع بمطبعة العرفان في صيدا سنة 1913م.
2. قائمة العرفان: وهو فهرست بأسماء الكتب المطبوعة في مطبعة العرفان أو الموجودة في المكتبة لمدير المطبعة ومالك المكتبة أحمد عارف الزين، أرسله لمشتركي مجلة (العرفان) وصدر سنة 1914م.
3. مختصر تأريخ الشيعة: صدر هذا الكتاب سنة 1914م، وعدد صفحاته (48) صفحة طبع بمطبعة العرفان، وتألف من خمس مقالات، نشرها الزين في المجلد الخامس من (العرفان) الصادر بين عامي (1913م ـ 1914م).
4. قصّة الحب الشريف: وهي كما جاء على غلافها روايه أدبيه غراميّة أخلاقية، نشرها أول مرّة في مجلة العرفان، ثم أعاد نشرها مستقلة في ثمان صفحات سنة 1923م، وقدمها هدية لمشتركي المجلّة.
5. حقائق ودقائق: وهو مختارات العرفان من المجلدات العشرة الأولى، طبع بمطبعة العرفان، وصدر الجزء الأول منه في صيدا سنة 1931م، وبلغ عدد صفحاته (204) صفحة.
6. جامع الأدعية والزيارات: وفيه جملة من أعمال الأيام والشهور، التي تقوي الصلة بين العبد وربه وتديمها ولاسيما أدعية شهر رمضان.

### كتب نشرها وعلّق عليها
1. الوساطة بين المتنبي وخصومه للقاضي الجرجاني: وقد نشره بدءاً في (العرفان) في باب خبايا الزوايا، ثم عني بتصحيحه وشرحه وتبويبه، فطبعه في مطبعة العرفان سنة 1913م، وقد جاء في (416) صفحة. 2
2. مجمع البيان في تفسير القرآن للطبرسي: وقد ذكر الشيخ أحمد عارف الزين سبب نشره للكتاب قائلاً:«حداني إلى طبع هذا التفسير الجليل واستسهال المشاق في سبيل نشره، جودة ترتيبه وحسن أسلوبه، بحيث لم ينشر له ند قط، فضلاً عن كونه هو المعوّل عليه عند الشيعة كتفسير تتداوله الأيدي ويرجع له الباحثون، فعقدت العزيمة وصممت النية على طبعه ولو لاقيت من المصاعب مالاقيت، وقاسيت من قلة النفقة ما قاسيت». يقع الكتاب في خمسة مجلدات يتجاوز الخمسمائة صفحة، ويبلغ مجموع صفحات المجلدات الخمسة (3000) صفحة مع الفهارس، طبع بإشراف الشيخ أحمد عارف الزين على مطابع العرفان؛ وعني بتصحيحه مجموعة من أفاضل العلماء، صدر المجلد الأول سنة 1915م، والمجلد الثاني سنة 1935م، والمجلد الثالث سنة 1936م، والرابع والخامس سنة 1937م.

### كتب شارك بإنتاجها
الكتب التي طبعها واشترك بنشرها:
1. العراقيات: وهو مختارات شعر عشرة من شعراء العراق ومختصر تراجمهم جمعها الشيخ أحمد عارف الزين بالتعاون مع بعض الأدباء كالشيخ أحمد رضا والشيخ سليمان ظاهر، وطبع الكتاب على نفقة جامعيه على مطابع (العرفان) سنة 1913م
2. سحر بابل وسجع البلابل: وهذا الكتاب هو ديوان السيد جعفر الحلي (ت:1897) من شعراء العراق المشهورين، اسهم الشيخ أحمد عارف الزين في نشره وطبع في مطبعة العرفان سنة 1913م، وعدد صفحاته (466) صفحة.
3. ديوان بدوي الجبل: اسهم صاحب العرفان في طبع هذا الأثر بمطبعة العرفان سنة 1925م، بالاستراك مع صاحب الديوان.
4. الثورة العراقية الكبرى: طبع أحمد عارف الزين على نفقته هذا الكتاب لمؤلفه عبد الرزاق الحسني.

## وفاته
انتقل إلى جوار ربه، خلال سفره إلى إيران وزيارة مدينتي قم ومشهد المقدستين، يوم 15 تشرين الأول من عام 1960م، فدفن في الحضرة الرضوية الشريفة بعد موافقة محمد رضا بهلوي شاه إيران، وقد أُقيمت للفقيد مجالس الفاتحة في مسقط رأسه في صور وصيدا والنبطية وبيروت وفي الكويت والبحرين والعراق والقطيف في السعودية، كما أُقيمت الفواتح ترحماً على روحه في أنحاء أُخرى من العالم حيث تقيم الجاليات العربية.

## وصلات خارجية
ترجمة الشيخ أحمد عارف الزين في معجم البابطين[وصلة مكسورة]